# Angulus superior scapulae

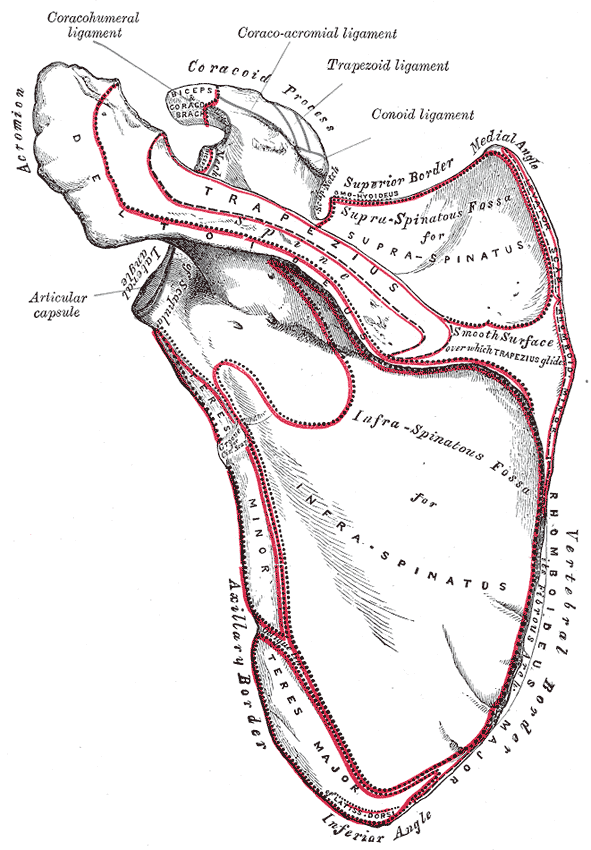
Vänster skulderblad sett bakifrån (dorsalt). Den övre vinkeln syns till höger i bilden.

Angulus superior scapulae är det latinska namnet på skulderbladets övre vinkel beläget mellan benets övre (margo superior) och mediala kanter (margo medialis).
Margo superior är liten, tunn och lätt vriden lateralt. m. levator scapulaes översta fibrer har sitt ursprung i denna vinkel.